# Nina Power
Nina Power (West Country, Regne Unit) és una filòsofa i feminista britànica. Actualment imparteix classes de filosofia a la Universitat de Roehampton. S'inscriu en la continuïtat de la desconstrucció, dels estudis de gènere i l'anomenada French Theory. La seva especialitat és en l'obra d'Alain Badiou.
Power va rebre el doctorat en Filosofia per la Universitat de Middlesex. Actualment ocupa el càrrec de Senior Lecturer in Philosophy a la Universitat de Roehampton. Així mateix, publica articles sobre filosofia europea, art, política i pedagogia. Escriu regularment per al diari d'esquerres britànic The Guardian. La seva especialitat és el pensament del filòsof francès Alain Badiou, i ha estat coeditora de les traduccions en llengua anglesa On Beckett i Political Writing. La seva filosofia s'orienta entorn del marxisme i l'atomisme, però també entorn autors com Feuerbach o Sartre. Apareix al documental alemany Marx Reloaded (2011) juntament amb altres filòsofs actuals com ara Slavoj Žižek, Peter Sloterdijk o Toni Negri a propòsit de l'actualitat de la filosofia marxista. El 2009 va publicar un manifest feminista sota el títol de La dona unidimensional (One Dimensional Woman) a l'editorial Zero Books. El títol fa referència al llibre del filòsof alemany Herbert Marcuse anomenat L'home unidimensional (One Dimensional Man), publicat el 1964 als Estats Units. Nina Power critica el feminisme institucional integrat pel capitalisme liberal en tant que és la producció del femení com a imatge reïficada i mercantilitzada per a vendre.
Alguns dels filòsofs considerats propers a la seva tendència filosòfica i política són Luce Irigaray, Valerie Solanas, Avital Ronell, Judith Butler o els redactors de la revista Tiqqun.